# Gebr. Mann Verlag
Der Gebr. Mann Verlag ist ein wissenschaftlicher Buchverlag mit Sitz in Berlin, der auf die Fachgebiete Kunstgeschichte, Architekturgeschichte und Archäologie spezialisiert ist.

## Geschichte
1890 wurde der Gebr. Mann Verlag als Druckerei mit angegliedertem Verlag von den Brüdern Albert und Adolf Mann in Dresden gegründet. 1917 erwarb Hermann Hartmann († 1947) die Firma, 1919 wurde sein älterer Sohn Kurt Hartmann (* 12. Dezember 1895; † Januar 1971) Teilhaber. 1920 siedelte der Verlag nach Berlin um. 1924 wurde auch der jüngere Sohn Hermann Hartmanns, Otto Hartmann (* 30. Juli 1898; † 11. November 1951), Teilhaber. Unter der Leitung Kurt Hartmanns wurde der Gebr. Mann Verlag schnell zu einem angesehenen Fachverlag für Kunstwissenschaft und Archäologie. 1963 wurde Heinz Peters (1920–2004) Geschäftsleiter. 
1964 gründete der Gebr. Mann Verlag gemeinsam mit dem Deutschen Verein für Kunstwissenschaft eine Tochtergesellschaft, den Deutschen Verlag für Kunstwissenschaft. 1976 kaufte die Axel Springer AG den Gebr. Mann Verlag und etwa zwanzig weitere kunstwissenschaftliche Verlage, u. a. den Dietrich Reimer Verlag. Die beiden Firmen wurden unter dem Namen Dietrich Reimer Verlag GmbH zusammengeführt. Seit 2006 hat Hans-Robert Cram die Geschäftsleitung inne.
In neuerer Zeit kooperiert der Verlag mit zahlreichen wissenschaftlichen Institutionen, Akademien und Universitäten. Im Gebr. Mann-Verlag erscheinen unter anderem die Jahrbücher und weitere Reihenwerke der Stiftung Preußischer Kulturbesitz, zudem werden umfangreiche Corpus- und Katalogwerke publiziert.